# Джайпур (князівство)
Джайпурське князівство або князівство Дхундхар (*जयपुर रियासत, 1128 —1949 роки) — держава на півострові Індостан в ході боротьби з Делійським султанатом у середині XIII ст. Керувалося династією Качваха, тому також неофіційно називалося державою Качвахів. Було одним з провідних князівств раджпутів. Тривалий час боролася проти мусульманських держав та з іншими раджпутськими кланами за владу над Раджастханом. У XVI ст. визнала зверхність імперії Великих Моголів. В середині XVIII ст. стала незалежною, деякий час боролася за гегемонію в північно-західній Індії з маратхами, князівствами Мевар та Марвар. Зрештою зазнало поразки від Скіндіїв, а потім визнало протекторат Великої Британії. У 1949 році увійшло до складу Республіки Індія.

## Історія
Засновниками держави в старовинній області, відомої як Дхундхар, був клан раджпутів Качваха. Останній у X ст. зумів позбавитися залежності від Парамара і Чандела. Проте тривалий час їхні землі являли своєрідну конфедерацію володінь на кшталт аристократичної республіки. Вона протистояла клану мена з племені бгілів та династії Бгаданаків (нащадків династії Бадеджугар, засновником якої був Матанадева (з молодшої гілки Гуджара-Пратіхара), магараджа Алвару).
Лише у 1093 році більшість було об'єднано під владою Дулаха Раї (Дулха Рао), який протягом тривалого часу боровся з делійськими султанами. Лише у 1128 році було визнано його князівство зі столицею у місті Дауса. Тому його часто називають Дауським князівством. До 1192 року перебувало під впливом держави Сакамбхарі,  де панував клан Чаухан.
Протягом XIII ст. правителі Дауси вели війни з перемінним успіхом проти сусідів. Втім згодом до середини XVI ст. ці раджі не мали істотного впливу, підкоряючись правителям Марвара чи Мевара. У XIV ст. столицю було перенесено до м. Амбер (тому відтоді державу називали князівство Амбер). Поступово після численних війн з раджпутськими та мусульманськими сусідами влада амберського раджі поширилася на весь Дхундхар та його околиці. 1527 року Прітхвірадж Сінґх I доєднався до раджпутської коаліції на чолі із Санграм Сінґхом Сесодія, магараною Мевару, яка в битві проти могольськогот падишаха Бабура зазнала поразки.
У 1562 році раджа Біхарі Дас перейшов на бік Великих Моголів, що сприяло піднесенню держави. В подальшому правителі Дхундхара-Амбера були вірними підданцями могольських падишахів, сприяли військовим успіхам та розширенню їхньої імперії. За це отримав титул мірзи-раджи. Водночас раджі Амбера породичалися з династією Великих Моголів (Харка Баї стала дружиною падишаха Акбара, Мандгаваті Баї — Джаханґіра). Особливо уславився Джай Сінґх II, який став першим магараджею (1723 рік) та засновником нової столиці Джайпур у 1727 році (відтоді має назву Джайпурського князівства).
Із занепадом імперії Великих Моголів князівство Джайпур починає боротьбу за владу над Раджастханом. Для чого спочатку було укладено союз з Меваром і Марваром проти могольського падишаха, який вимушений визнати фактичну владу цих держав в Раджастхані та Мальві. З 1740-х років починаються запеклі війни з Меваром та Марваром, що значно послабило державу Качваха. 1743 році за допомогу у війні з Марваром магараджі Джайпуру поступилися містами Тонк, Бхампуру, Рампуру на користь князівства Індор.
З 1770-х років починаються тривалі війни з державами маратхів. У середині 1780-х років Джайпур з Мерваром зазнають поразки, але згодом продовжують боротьбу. Війна завершилися 1790 року остаточною поразкою у битві при Патані від військ магараджи Гваліора з династії Скіндія. З цього моменту Джайпур опинився під зверхністю останніх.
У 1803 році після Першої англо-маратхської війни та захоплення британцями Делі Джайпур укладає союзницький договір з Британською Ост-Індською компанією. У 1818 році визнає протекторат останньої, а 1821 року утворено Джайпурську резидентуру. 1835 році за допомогою британських військ було придушено повстання проти магараджи. У 1857 році під час Сіпайського повстання магараджи Джайпур брали активну роль в його придушенні.
З цього моменту Джайпур зберігав внутрішню самостійність, передавши зовнішнє управління британському резиденту. У 1904 році засновано власну поштову службу, яка існувала до 1950 року. У 1947 році після оголошення Республіки Індії, владу магараджи було ліквідовано, а 1949 року приєднане саме князівство до штату Раджастхан.

## Державний устрій
На чолі стояв раджа, потім магараджа, якому належала вища військова, політична та судова влада. В колоніальний період влада магараджи обмежувалася британським урядом, який спрямовував сюди спеціального резидента. В часи Британської Індії джайпурський магараджа мав право на 17 гарматних пострілів на свою честь.
Він наділяв землею та грішми на власний розсуд. Впливовими були також представники військово-земельної аристократії, родичі правителя та представники клану Качваха, які були спадковими володарями землі, сплачували 30 тис. рупій щорічно (таких називали мамлагузари — їх нараховано 15). Значний вплив мали брахмани.
Площа держави становила 40 407 км². Поділялася на провінції (нізамати), на чолі яких стояв намісник (нізам), що призначався особисто магараджею. Існувало 10 нізаватів, що поділялися на області (тхікани), на чолі яких стояли тазіми. Заголом було 53 тхікани. Окремо стояли сільські райони (хас-чаукі), яких було 12. Безпосередньо магарджи підпорядковувалися очільники міст Патан та Мундру (чакотідари).

## Економіка
Викого розвитку досягли землеробство, скотарство та ремісництва. Джайпур став одним з центрів виробництва з дерева та мармуру, що використовувалося для оздоблення палаців. Особливо цінувалися фігури божеств індуїстської міфології. Також тут існували значні гончарні майстерні, де створювали блакитну кераміку, що особливо цінувалася. Слава джайпурської кераміки зберігалася до кінця існування князівства.
Також набуло розвитку добування корисних копалин, зокрема солі, мармуру, вапняку, гіпсу. Джайпур був одним з важливих центрів текстильного та шкіряного виробництва, значна частина продукції продавалася в інших регіони Індостану та європейцям. Відомим ремісниками держави були майстри з виготовлення емальованих виробів.

## Культура
В релігійному плані володаря та населення Джайпуру були прихильниками індуїзму, хоча у XVI—XVII ст. деякий час знать сповідувала джайнізм. При цьому вважали покровителькою роду богиню Калі. У XVIII ст. посилюються прихильника вайшнаїзму. Тому виділялися значні кошти на зведення індуїстських храмів різних напрямків. Водночас значний вплив на розвиток архітектури князівства справило наближеність Качваха до могольських падишахів. У 1592 році зведено фортецю та переобладнано резиденцію в Амбері. За наказом Ман Сінґха I в могольському стилі споруджено палац з червоного і білого пісковику. Наступні володарі звели в Амбери величні палаци Джай Мандір та Сукх Нівас, що не поступалися палацам падишах Великих Моголів в Агрі.
Втім масштабні роботи починаються в часи Джай Сінґх II, завдяки якому Джайпур стає одним з культурних центрів Індії. Тут споруджено Ізвари Мінар Сванга Сул (Мінарет, Що досягає Небес), Хава-Махал (Палац Вітрів) та іншні значні пам'ятки. У 1720-х роках зведено велику астрономічну обсерваторію.
У XVI ст. виникає амберська школа живопису, що мала низку особливостей, незважаючи на вплив меварського, гуджаратського та делійського живописів. В часи могольського панування відбувається поєднання амберської школи з принципами могольського живопису, утворивши школу Джайпуру. При цьому зберігалася раджпутська тематика. Розквіт припадає на 1760—1790-ті роки. Відомими художниками-мініатюристами були Мохаммад Шах, Сахіб Рам, Рамджі Дас, Говінд, Хіра Нанд, Гопал, Удай, Хукма, Джіван, Рамасевак, Лакшман, Трілок, Шив Кумар. У 2-й половині XIX ст. традиційна мініатюра занепадає, художники під впливом колоніальних традицій стали спиратися на фотографії як на творче джерело.
Раджі та магараджі підтримували поетів, що оспівували їхні звитяги та предків роду. Тому існувала переважно придворна лірика. Серед знаних поетів був Біхарі Лал Чаубе (автор збірки «Сімсот віршів Біхарі»).

## Правителі
- Дулаха Раї 1093—1136
- Канкал 1136—?
- Майдал Рао
- Хунадева
- Кантал I ?—1185
- Пуджанадева 1185—1191
- Малесі 1191—?
- Б'яла
- Дева
- Кілхан
- Кантал II 1276—1317
- Джансі 1317—1367
- Удаякарна 1367—?
- Нара Сінґх ?—1413
- Банбір Сінґх 1413—1424
- Удха Рао 1424—1453
- Чандрасена 1453—1502
- Прітхві Сінґх I 1502—1527
- Пуран Мал 1527—1534
- Бхім Сінґх 1534—1537
- Ратан Сінґх 1537—1548
- Біхарі Дас 1548—1574
- Бгаґван Дас 1574—1589
- Ман I Сінґх 1589—1614
- Бхау Сінґх 1614—1621
- Джай Сінґх I 1621—1667
- Рам Сінґх I 1667—1688
- Бішан Сінґх 1688—1699
- Джай Сінґх II 1700—1743
- Ішварі Сінґх 1743—1750
- Мадхо Сінґх I 1750—1768
- Прітхві Сінґх II 1768—1778
- Пратап Сінґх 1778—1803
- Джагат Сінґх 1803—1818
- Джай Сінґх III 1819—1835
- Рам Сінґх II 1835—1880
- Мадхо Сінґх II 1880—1922
- Ман Сінґх II 1922—1949